# Stephanienbrunnen (Karlsruhe)
Der Stephanienbrunnen (auch: Stephaniebrunnen, Brunnen auf dem Stephanplatz, Monumentalbrunnen, Stephanplatzbrunnen, Stephansbrunnen etc.) ist ein Zierbrunnen auf dem Stephanplatz in Karlsruhe. Er wurde im Jahr 1905 enthüllt und steht unter Denkmalschutz.

## Geschichte
Zu Beginn des 20. Jahrhunderts beschloss die Karlsruher Stadtverwaltung die Förderung junger Künstler und berief dazu eine Kommission aus Malern, Bildhauern und Architekten. Die Stadt wählte zunächst den Stephanplatz als Standort für einen Zierbrunnen aus. Der Name des Platzes ehrt den Generalpostmeister Heinrich von Stephan, so dass zu erwarten war, dass der Brunnen sich der Thematik Postwesen widmen würde, was jedoch keine Themenvorgabe darstellte. Ohne einen Gestaltungswettbewerb erhielt der der Künstlerkommission angehörende Architekt Hermann Billing im Jahr 1903 den Auftrag zur Schaffung eines Brunnens für die Platzmitte. Billing plante ein Brunnenbecken unter einer Säulenhalle, in dessen Mitte die Figur einer Quellnymphe platziert werden sollte. Die Herstellung der Bronzefigur wurde dem jungen Bildhauer Hermann Binz (1876–1946) übertragen. Die nackte Nymphe stieß jedoch auf Widerstand im Stadtrat, so dass Billing und Binz die Entwürfe dahingehend abwandelten, dass die Nymphe an den Rand des Beckens auf einen flachen Sockel gestellt werden sollte und ohne den Baldachin aufgestellt werde. Die Säulen tragen dann nur ein ringförmiges offenes Gebälk. Das Wasser sollte aus Wasserspeiern in Form von Gesichtern an den Säulen in das Becken strömen, die Gesichter waren auf die Nymphe gerichtet. Das wurde genehmigt.

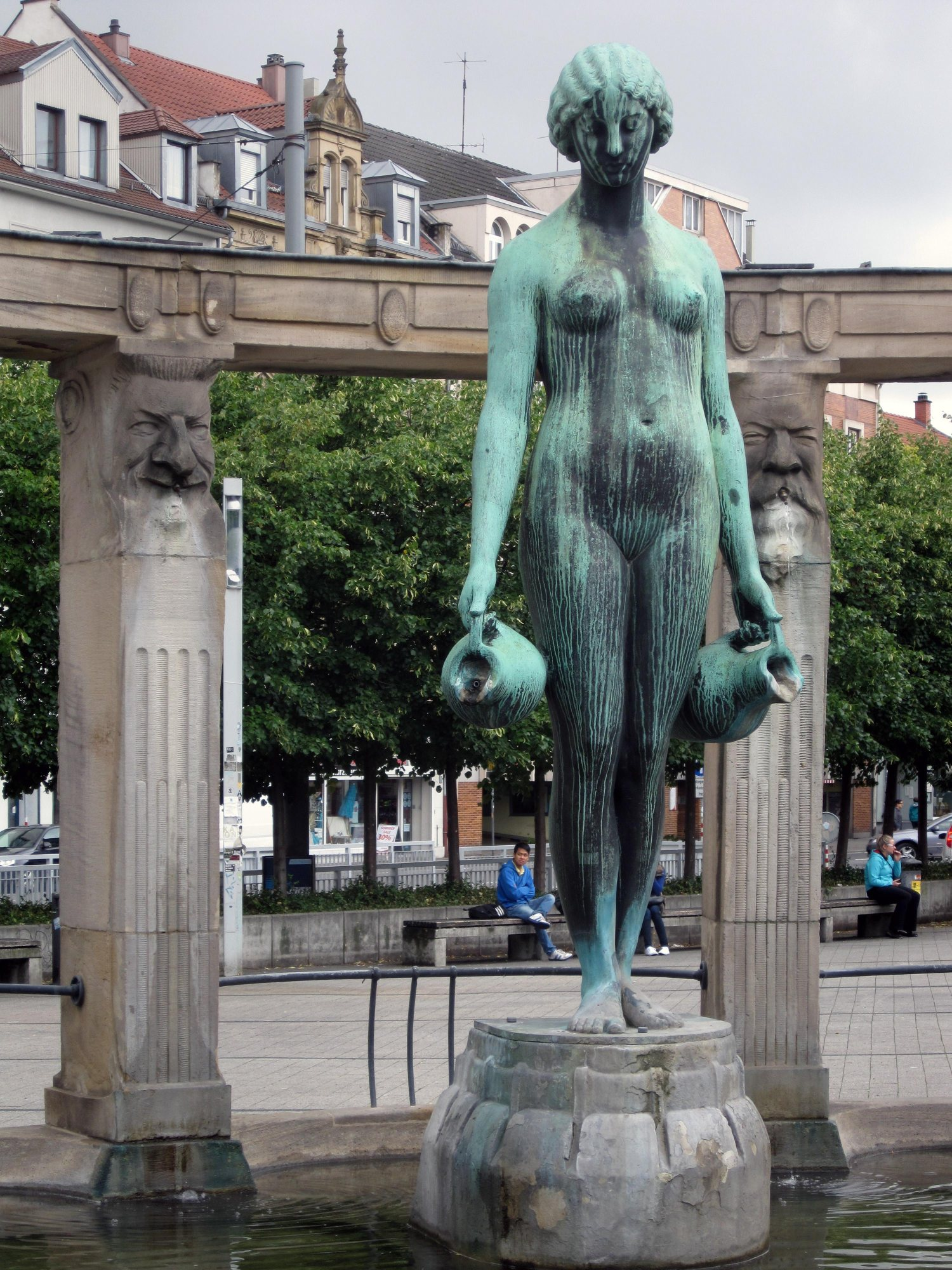
Hauptfigur Quellnymphe

Als der Bau des Brunnens im Sommer 1905 vollendet war, gab es Überraschungen, Spott und Ablehnungen, denn sowohl die nackte Bronzefigur als auch die Gesichter gefielen nicht allen. Die Gesichter hatte Binz als Karikaturen bekannter Karlsruher Persönlichkeiten ausgearbeitet, vor allem jener Stadtverordneter, die den ersten Entwurf abgelehnt hatten.
Ein Spottlied eines lokalen Poeten brachte die Meinung in Karlsruher Mundart wie folgt zum Ausdruck:
„Fraa Bas, hab ich da druff bemerkt vor solche nackte Dame, do lauft eim’s’ Wasser halt im Mund ganz unwillkürlich z’samme.
Unn weil die 14 Herre doch net gern deß Wasser schlucke, so hat man ner deß Bassin ’baut, da kenne se jetzt schpucke.“
In den Jahren 1999 bis 2001 wurde die benachbarte Hauptpost zum Einkaufszentrum Postgalerie umgebaut und der Stephanplatz umgestaltet; im Zuge dieser Arbeiten wurde der Brunnen restauriert und rekonstruiert.

## Beschreibung und porträtierte Personen
Die Nymphe ist ein nacktes junges Mädchen, das aus zwei Krügen Wasser in die Brunnenschale gießt. Die Bronzefigur ist 2,80 m hoch, die Sockelhöhe beträgt 1,20 m. Die Schale hat einen Durchmesser von etwa zehn Metern. Auf dem Brunnenrand sind 14 Säulen als Gebälkträger in gleichmäßigem Abständen angeordnet. Der Architekt hat auch den Bildhauer Binz und sich selbst als Wasserspeier verewigt. Das Becken, die Säulen mit den Wasserspeiern und das Gebälk sind aus Naturstein gearbeitet.
Die 14 Flachporträts (Reliefs) haben eine Größe von ca. 70/35/70 cm und stellen folgende Personen dar:

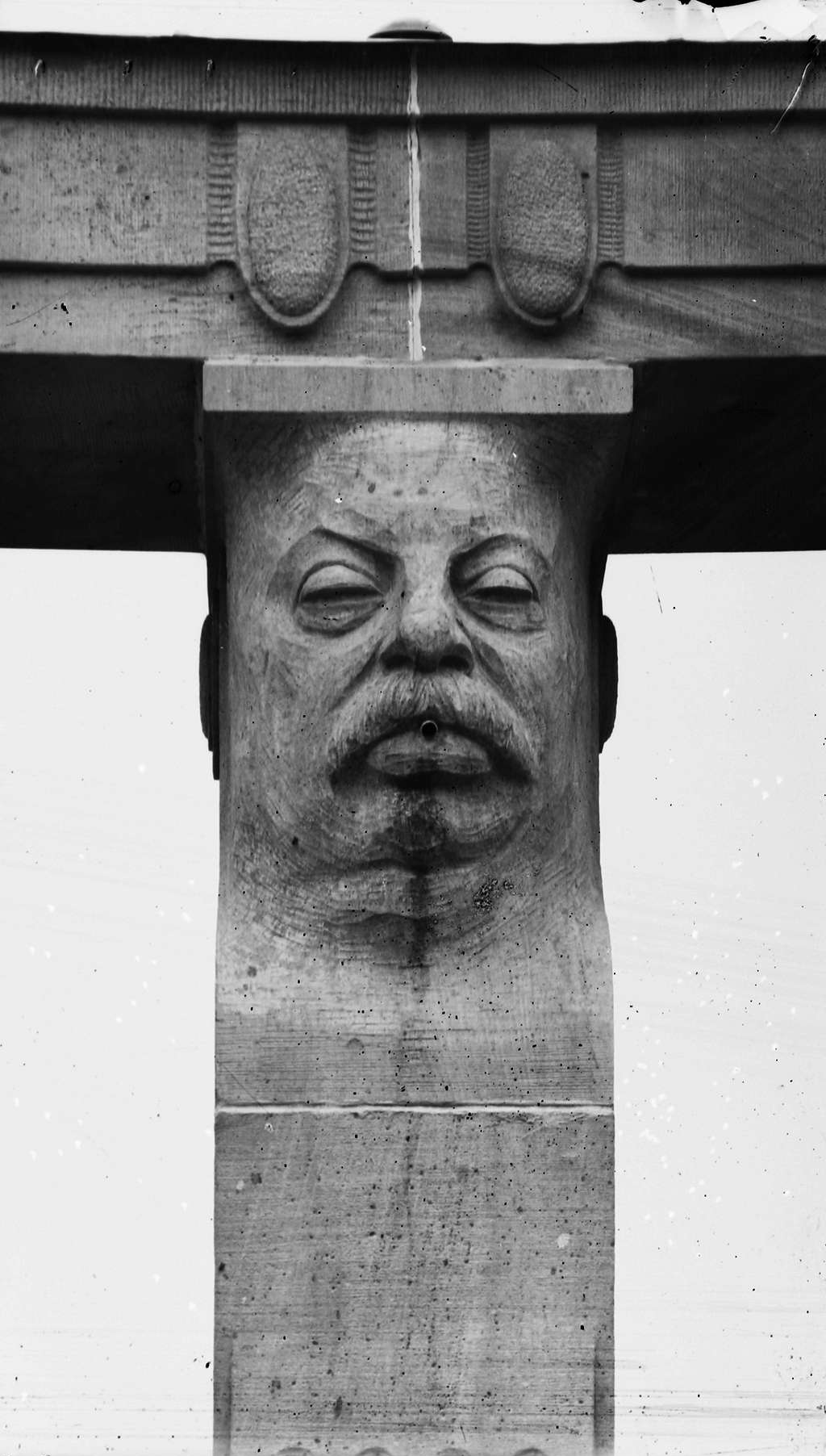
Porträt von Karl Ruf

- Karl Schnetzler, Oberbürgermeister
- Viktor Roman, Maler
- Karl Ruf, Fotograf
- Otto Eichrodt, Maler, als Faun
- Ludwig Dill, Maler
- Wilhelm Trübner, Maler
- Hans Thoma, Maler
- Friedrich Fehr, Maler
- Otto Büttner,  Kammersänger
- Reinhard Baumeister, Architekt
- Hermann Baumeister, Maler
- Ludwig Käppele, Stadtrat und Metzgermeister
- Hermann Binz
- Hermann Billing